# Útvina
Útvina (en allemand : Uitwa) est une commune du district et de la région de Karlovy Vary, en République tchèque. Sa population s'élevait à 585 habitants en 2020.

## Géographie
Útvina se trouve à 3 km au nord-ouest de Toužim, à 19 km au sud-sud-est de Karlovy Vary et à 106 km à l'ouest de Prague.
La commune est limitée par Stanovice au nord, par Bochov au nord et à l'est, par Toužim à l'est et au sud-est, par Otročín au sud-ouest et par Krásné Údolí, Chodov et Bečov nad Teplou à l'ouest.

## Histoire
La première mention écrite de la localité date de 1214.